# Jeune Fille délivrant un oiseau de sa cage
Jeune Fille délivrant un oiseau de sa cage est un tableau réalisé par le peintre français Jean-Honoré Fragonard entre 1770 et 1775. D'un format ovale, cette huile sur toile représente une jeune femme entourée de roses faisant voler hors de sa cage un oiseau qu'elle retient par un ruban. Il pourrait s'agir d'un portrait de la danseuse Marie-Catherine Riggieri-Rombocoli, dite Mademoiselle Colombe. L'œuvre est conservée à la Villa Fragonard de Grasse, dans les Alpes-Maritimes.